# Euphorbia cussonioides
Euphorbia cussonioides Bally es una especie fanerógama perteneciente a la familia Euphorbiaceae. Es endémica de Kenia. 

## Descripción
Es un árbol que alcanza un tamaño de hasta 25 m de altura, con un tronco simple de 12 m de altura y ± 80 cm de diámetro, las ramas primarias ascendentes, poco ramificado, con grupos de ramillas carnosas en los vértices que forman una corona suelta.

## Ecología
Se encuentra en las empinadas laderas rocosas en los bosques secos de hoja perenne  en el que se funde su corona elevada sobre el dosel cerrado, con Brachylaena hutchinsii, Croton macrostachyus, Croton megalocarpus, Calodendrum capense, Cussonia holstii, Olea chrysophylla, Warburgia ugandensis, etc.
Rara vez se encuentran en cultivo y se sabe poco de esta especie en esta situación.
Es uno de los árboles más altos y más imponente de las euforbiáceas, y su aspecto general no es diferente a la de Cussonia holstii.  Cercano de Euphorbia obovalifolia. Descubierto en 1939, se describió en 1958.

## Taxonomía
Euphorbia cussonioides fue descrita por Peter René Oscar Bally y publicado en Bothalia 7: 29. 1958.
Etimología
Euphorbia: nombre genérico que deriva del médico griego del rey Juba II de Mauritania (52 a 50 a. C. - 23), Euphorbus, en su honor – o en alusión a su gran vientre –  ya que usaba médicamente Euphorbia resinifera. En 1753 Carlos Linneo asignó el nombre a todo el género.
cussonioides: epíteto que significa "parecida a Cussonia".